# Пушково (Смоленская область)
Пушково — деревня в Смоленской области России, в Сафоновском районе. Население — 3 жителя (2007 год). Расположена в центральной части области в 10 км к востоку от города Сафонова, в 2.5 км южнее автодороги М1 «Беларусь». В 4 км к западу от деревни железнодорожная станция Дурово на линии Москва — Минск. Входит в состав Дуровского сельского поселения.

## История
В годы Великой Отечественной войны деревня была оккупирована гитлеровскими войсками в сентябре 1941 года, освобождена в 1943 году.